# Новоладожский канал

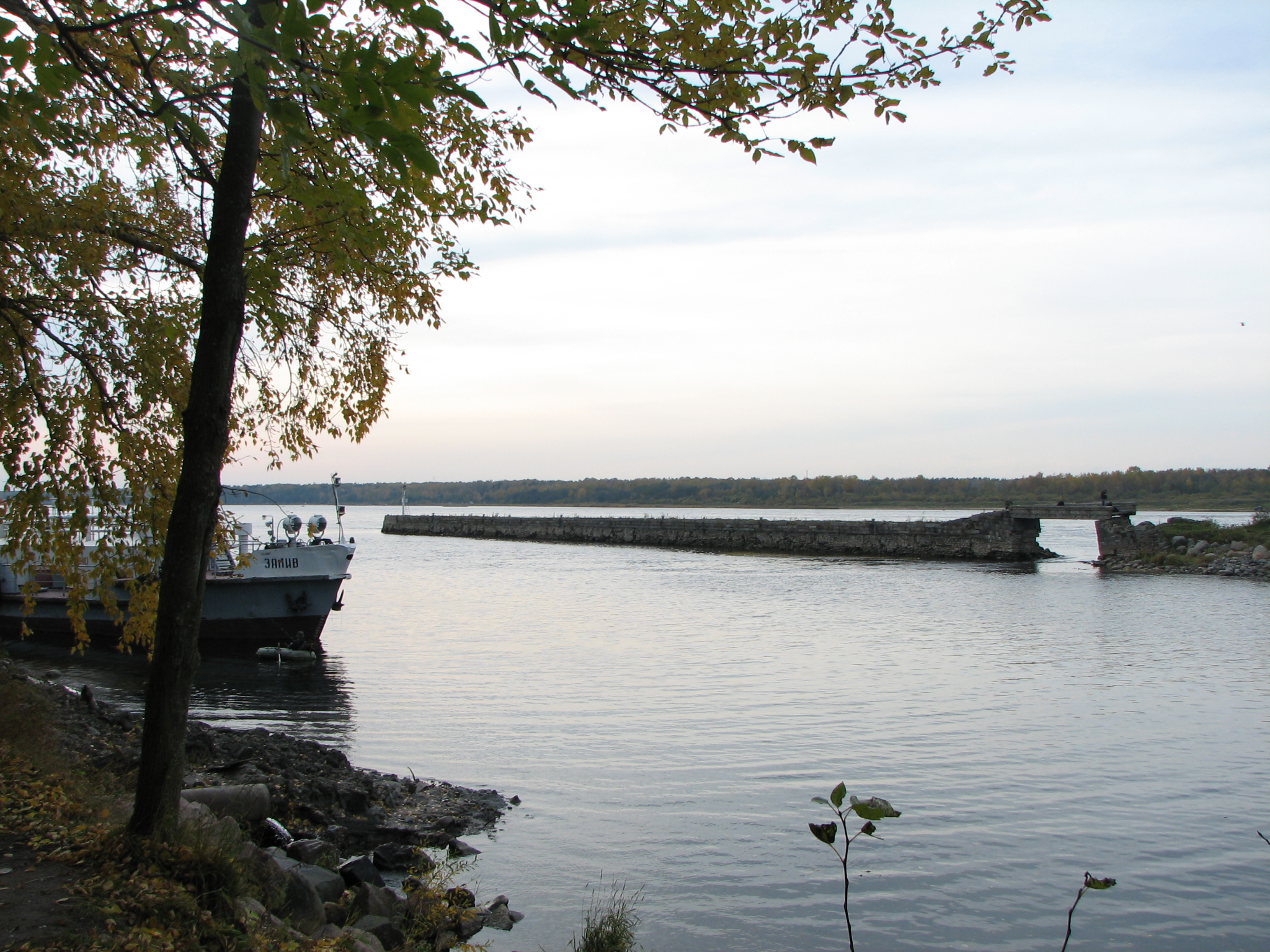
Устье Новоладожского канала в Шлиссельбурге

Новоладожский канал (Императора Александра II) — бесшлюзный водный путь вдоль южного берега Ладожского озера, соединяющий реки Волхов и Нева. Построен за 5 лет, с 1861 по 1866 год, параллельно обмелевшему и пришедшему в ветхость Староладожскому каналу времён Петра I. До Октябрьской революции назывался именем императора Александра II.

## История
В 1826 году из-за сильной засухи судоходство по Старому Ладожскому каналу полностью прекратилось и поэтому были построены новые гранитные шлюзы в Шлиссельбурге. В Новой Ладоге установили паровые насосы (производительностью 29 тыс. м3 в сутки), которые перекачивали воду из Волхова в канал. В том же году были проведены изыскания и составлено несколько проектов углубления канала. Но ни один подрядчик не брался за выполнение работ. В связи с этим Департамент сухопутных и водных путей принял решение построить новый канал своими силами, но уже без шлюзов.
Строительство началось 28 мая 1861 года, и 1 сентября 1866 года канал был открыт для движения судов. Новый канал был назван Новоладожским, он идёт параллельно старому, ближе к Ладожскому озеру. Протяжённость — 111 км, ширина по дну — 26 м, ширина по зеркалу — около 37 м, при этом ширина канала у входа в Неву и Волхов увеличивается до 100 м, глубина при самом низком уровне в озере — 1,8 м, при среднем уровне — до 3 м. Сметная стоимость — 4,6 млн руб. Некоторые источники сообщают, что на этом канале существовал сбор (мыто) в размере 0,5 % от стоимости груза.
- В 1890—1896 годах во время переустройства Мариинской системы «улучшение канала было сдано инженеру Иолшину за сумму 1 400 842 руб.». Произведены работы по расчистке от наплывов и наносов на ширину 12 саж. по дну и на глубину 10 четвертей аршина при самом низком горизонте вод Ладожского озера.
- В 1970—1990-х годах по Новоладожскому каналу курсировало речное скоростное пассажирское судно «Заря-104» на линии Ленинград — Новая Ладога[4]. Также от Петрокрепости до пристани 18 км курсировали теплоходы МО-69 и реже Л-12.
- По состоянию на 2022 год Новоладожский канал используется для движения судов малого и среднего водоизмещения и отстоя более крупных судов в межнавигационный период.